# امی هارویک

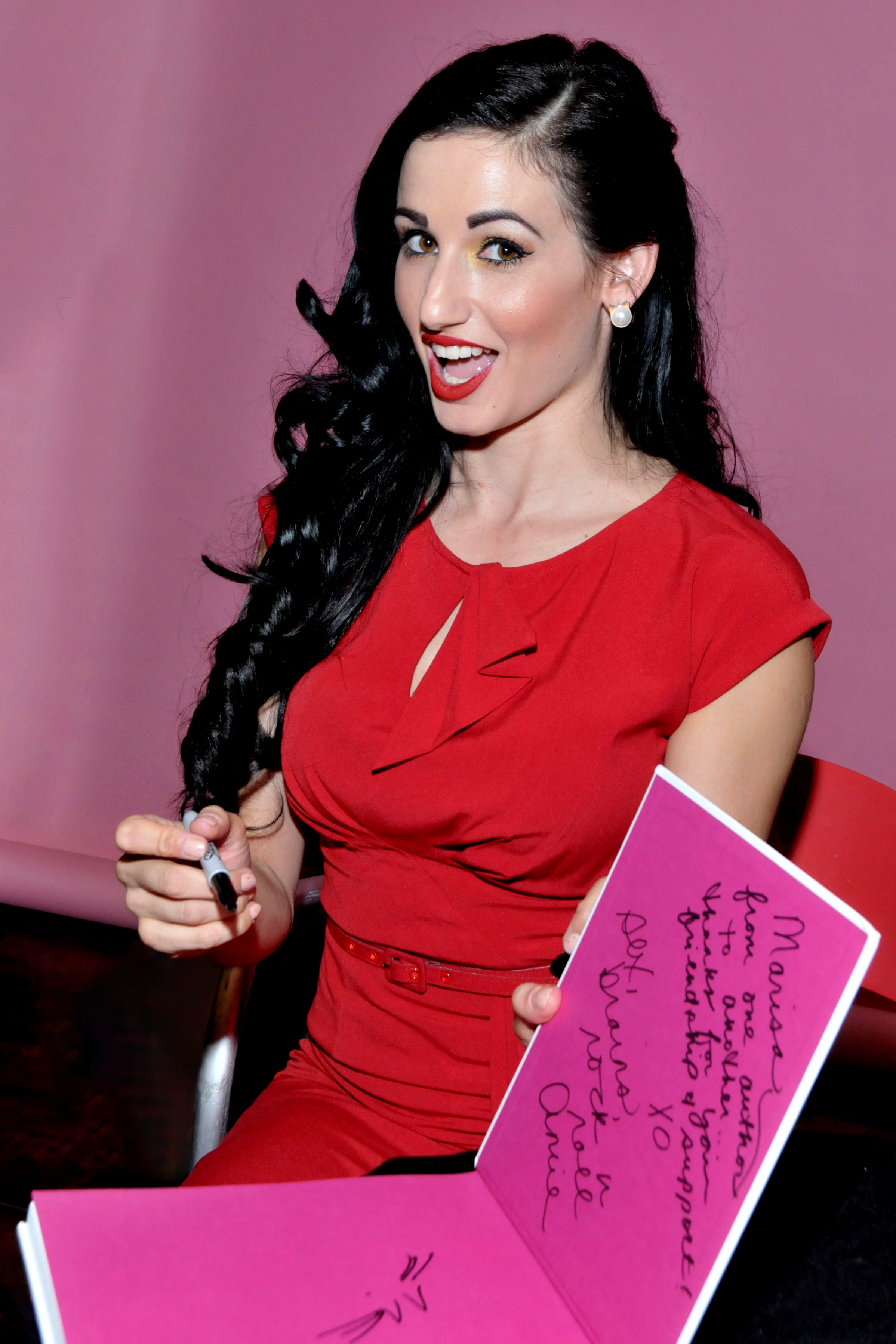
امی هارویک در سال 2014 به کتاب خود به نام کتاب مقدس جنسی جدید برای زنان امضا می زند.

آمی نیکول هارویک با مدرک پی‌اچ‌دی (۲۰ مه ۱۹۸۱ – 15 فوریه 2020) یک درمانگر ازدواج و خانواده ، درمانگر جنسی و نویسنده آمریکایی بود.

## زندگینامه
هارویک در کودکی به فرزندی پذیرفته شد.  او به عنوان یک مدل Playboy  و مجری رقص برای پرداخت هزینه تحصیلات تکمیلی خود کار می کرد. او روانشناسی را در دانشگاه پلی تکنیک ایالتی کالیفرنیا در پومونا خواند، مدرک کارشناسی ارشد هنر را از دانشگاه پپردین در روانشناسی بالینی و دکترا گرفت. از موسسه غیر معتبر برای مطالعات پیشرفته جنسیت انسانی ، و بعداً یک درمانگر ازدواج و خانواده مجاز شد.  هارویک یک درمانگر معروف در غرب هالیوود بود که در مشاوره خانواده و جنسی تخصص داشت. او مرتباً در پادکست ها، تلویزیون و کانال یوتیوب خود ظاهر می شد تا در مورد کار خود صحبت کند.  او نویسنده کتاب کتاب مقدس جنسی جدید برای زنان: راهنمای کامل برای خودآگاهی و صمیمیت جنسی بود که در سال 2014 منتشر شد. 
در زمان قتل او شروع به همکاری با Pineapple Support کرده بود، سازمانی متشکل از متخصصان بهداشت روانی مثبت کار جنسی که در اواخر سال 2017 و در پی موج خودکشی‌های بزرگ‌سالان در صنعت تاسیس شده بود. 

## زندگی شخصی
هارویک و کمدین درو کری اولین بار در یک مهمانی در تابستان 2017 با هم آشنا شدند. کری عکسی از آنها در کنار هم در اینستاگرام منتشر کرد و این عکس را نوشت: "چهره یک برنده لاتاری ( L )". در عرض یک سال کری از او خواستگاری کرد و نامزد کردند.  نامزدی در سال 2018 لغو شد و این جدایی دوستانه گزارش شد.  کری پس از مرگ او به NBC گفت که هارویک "یک نیروی مثبت در جهان و یک قهرمان غیرقابل معذرت زنان است." 

## مرگ
در 15 فوریه 2020، هارویک زیر بالکن خانه خود در لس آنجلس پیدا شد و بعداً در بیمارستان درگذشت. در تحقیقات اولیه مشخص شد که او پس از درگیری خفه شده و از طبقه سوم به پایین پرتاب شده است.  مظنون که توسط مقامات به عنوان دوست پسر سابقش گرت پرسهاوس (که دو بار برای او قرار منع تعقیب صادر کرده بود) شناسایی شده بود، روز بعد دستگیر شد و به اتهام قتلش با شرایط خاص در کمین، شکستن و ورود متهم شد. و سرقت منزل  او زیر دو دلار آزاد شد وثیقه میلیونی و پس از اعتراف به بی گناهی در 16 آوریل 2020 دوباره دستگیر شد   محاکمه او در 29 اوت 2023 آغاز شد. در 29 سپتامبر 2023، پرسهاوس به جرم قتل هارویک محکوم شد. وی در تاریخ 6 دسامبر 2023 به حبس ابد بدون امکان آزادی مشروط محکوم شد 